# Die Funk-Füchse
Die Funk-Füchse ist der Titel einer zwischen 1981 und 1984 im Verlag der Pelikan AG erschienenen Jugendbuchserie. In der Serie geht es um vier Kinder – Bömmel, Meikel, Claudia und Bohne –, die unter Zuhilfenahme von Sprechfunkgeräten Kriminalfälle lösen und dabei immer wieder in gefährliche Situationen geraten. Autor der Bücher ist Franz Kurowski unter dem Pseudonym Rüdiger Greif.
Populärer als die Buchvorlage ist die bei dem Label Europa erschienene Hörspielbearbeitung von Astrid Nicolai. Die Regie bei der Hörspielserie führte Heikedine Körting, die Musik schrieb unter anderem Carsten Bohn unter dem Sammel-Pseudonym Phil Moss.

## Hauptakteure
(Die in Anführungszeichen gesetzten Zitate sind den Kurzbeschreibungen der Figuren entnommen, die sich auf den ersten Seiten jedes Bandes der Buchreihe finden.)
- Jochen Jeitz, genannt Bömmel (im Hörspiel gesprochen von Marek Harloff)
Bömmel ist ein wenig kurz geraten, aber ein prima Kumpel. „Unter seinem Rotschopf verbirgt [er] so etwas wie Bauernschläue, die sich oftmals als hilfreich erweist.“ Bömmel ist der erfahrenste Funker der vier Freunde; seine Begeisterung für den CB-Funk hat er von seinem Vater. Bömmel geht in dieselbe Klasse wie Claudia.

- Michael Dummer, genannt Meikel (im Hörspiel gesprochen von Michael Deffert)
Meikel ist durch Bömmel mit dem „CB-Funk-Bazillus“ angesteckt worden. Seine übrigen Interessen erstrecken sich auf die Mathematik, Physik und – in den Hörspielen nicht erwähnt – die Sprengstoffkunde. „Meikel ist der Anführer, der Kopf, der das Denken besorgt“. Er geht in dieselbe Klasse wie Bohne.

- Claudia Becker, genannt Delphin (im Hörspiel gesprochen von Alexandra Doerk)
Claudia will einmal Tierpflegerin werden; ihre schulische Stärke ist die Biologie. Ihren Spitznamen hat sie auf Grund ihrer Tierliebe und auch ihrer Leistungen beim Schwimmen weg. „Sie mag Meikel von den drei Freunden am liebsten, deshalb zeigt sie es ihm auch am wenigsten.“ Claudia ist Bohnes jüngere Schwester.

- Dieter Becker, genannt Bohne (im Hörspiel gesprochen von Fabian Harloff)
Bohne ist mit seinen 1,84 m der größte der vier Funkfüchse. Er ist der beste Läufer seiner Schule, von dieser ansonsten aber nicht besonders angetan, obwohl er gut sein könnte, „wenn er nur wollte“. „Wenn es aber darum geht, einen von der Gruppe herauszuhauen, ist [er] zur Stelle, und seine Judokniffe sind bekannt.“

- Vater Jeitz, genannt Old Man (im Hörspiel gesprochen von Wolfgang Draeger)
Wilhelm Jeitz ist der Vater von Bömmel. Seit dem frühen Tod seiner Frau muss er neben seiner Arbeit (er ist als Mechaniker für eine große Mineralölgesellschaft tätig) seinen Sohn Bömmel allein erziehen, was allerdings sehr gut zu klappen scheint. Besonders in den späteren Bänden nimmt Old Man immer öfter aktiv an den „Fällen“ seines Sprösslinges und dessen Freunde teil.

- Kemal Jürtigür (im Hörspiel gesprochen von Andreas Fröhlich)
Kemal ist der türkische Freund der vier Funkfüchse, die ihn einmal von einem bösen Verdacht befreit haben (Folge 6 Kemals letzte Chance). Seitdem ist er immer mal wieder bei ihren Aktionen dabei, was ihn zu einer Art „fünftem Funkfuchs“ machen soll. Kemal wohnt mit seiner Familie in einem Hochhaus am Rande der Papageiensiedlung, in der die Häuser der Familien der Funkfüchse stehen.

## Folgenindex
Bücher und Hörspiele:
1. Der Schatz im Birkenwald (ISBN 3-8144-0901-9, Europa Nr. 515771.4)
2. Terror im Jugenddorf (ISBN 3-8144-0902-7, Europa Nr. 515772.2)
3. Die Haschischbande wird entlarvt (ISBN 3-8144-0903-5, Europa Nr. 515773.0)
4. Unternehmen Nachtschatten (ISBN 3-8144-0904-3, Europa Nr. 515774.9)
5. Katzendieben auf der Spur (ISBN 3-8144-0905-1, Europa Nr. 515775.7)
6. Kemals letzte Chance (ISBN 3-8144-0906-X, Europa Nr. 515776.5)
7. Jagd auf die Automarder (ISBN 3-8144-0907-8, Europa Nr. 515777.3)
8. Operation Förderkorb (ISBN 3-8144-0908-6, Europa Nr. 515778.1)
9. Das Ding mit den Briefmarken (ISBN 3-8144-0909-4, Europa Nr. 515779.0)
10. Die Falle schnappt zu (ISBN 3-8144-0910-8, Europa Nr. 515780.3)
11. Kampf mit dem roten Blitz (ISBN 3-8144-0911-6, Europa Nr. 515781.1)
12. Der Unglücksrabe aus Fernost (ISBN 3-8144-0912-4, Europa Nr. 515782.0)
13. Automatenknacker am Werk (ISBN 3-8144-0913-2, Europa Nr. 515783.8)
14. Erpresser leben gefährlich (ISBN 3-8144-0914-0, Europa Nr. 515784.6)
15. Der Goldschatz im Badesee (ISBN 3-8144-0915-9, Europa Nr. 515785.4)

Neben diesen in Hardcover-Form erschienenen Folgen wurde 1981 noch eine weitere Geschichte veröffentlicht, die während eines (auch in den regulären Büchern erwähnten) Italienurlaubes der Funk-Füchse spielt. Sie erschien bei Pelikan in fünf sogenannte Trampbücher zerlegt (Tramp-Bücher 119–123).
1. Die Schatztaucher (ISBN 3-8144-0020-8)
2. Das gerammte Schlauchboot (ISBN 3-8144-0020-8)
3. Schmuggler in der Nacht (ISBN 3-8144-0020-8)
4. Kapitäne der Landstraße (ISBN 3-8144-0020-8)
5. Schwerer Brummer abgestürzt (ISBN 3-8144-0020-8)